# Johann Wurth
Johann Wurth (* 9. Juli 1828 in Trumau; † 8. Juli 1870 in Münchendorf) war ein österreichischer Lehrer, Dichter und Sammler von Sagen und Märchen.

## Leben
Er stammte aus ärmlichen Verhältnissen, sein Vater war Weber aus dem Waldviertel. Nach Besuch der Volksschule arbeitete er drei Jahre lang in der Trumauer Spinnfabrik, um dann auf Anraten des örtlichen Pfarrers, P. Friedrich Lewandersky aus Heiligenkreuz, mit 18 Jahren die Ausbildung zum Lehrer im pädagogischen Institut zu St. Anna  (heute St. Annahof) in Wien zu beginnen. Danach begann eine mehrjährige Tätigkeit in verschiedenen inkorporierten Pfarren des Stiftes Heiligenkreuz: Von 1847 bis April 1851 war er Schulgehilfe in Münchendorf, dann kurz in Gaaden, um dann als Unterlehrer in Heiligenkreuz tätig zu sein. Im April 1857 wurde er Volksschullehrer in Münchendorf, im Juli heiratete er Karoline Weißenberger. Durch seinen Beruf kam er mit Schulrat Moritz A. von Becker in Kontakt, der u. a. Lehrer von Kronprinz Rudolf war. Wurth korrespondierte mit Hugo Mareta, Theodor Vernaleken, Johann Matthias Firmenich-Richartz, Georg Karl Frommann, Karl Weinhold, Ignaz Zingerle sowie Franz Pfeiffer und besaß eine Bibliothek mit über 2000 Büchern.
Im Streit um die Schulreform vertrat er das kirchliche Lager.

## Werke
- über 700 Gedichte
- Artikel in Zeitschriften wie Oesterreichischen Schulboten, das Oesterreichischen pädagogischen Wochenblattes und der Allgemeinen österreichischen Schulzeitung
- Sammlung von Liedern, Sagen und Bräuchen, Volksüberlieferungen und Dialektausdrücken